# Antje Traue
Antje Traue (Mittweida, 18 gennaio 1981) è un'attrice tedesca.

## Biografia
Antje Traue è nata nella Germania dell'Est. Ha iniziato a recitare quando era ancora molto giovane, apparendo per la prima volta sul palcoscenico in una produzione scolastica su Giovanna d'Arco. A 16 anni, Antje si trovava a Monaco di Baviera al teatro dell'International Munich Art Lab, dove è stata scelta per il ruolo della protagonista di un musical hip hop intitolato West End Opera. Il tour di quattro anni a cui ha partecipato assieme al cast l'ha portata in Germania, in Europa e a New York. Nel 2002 Antje si è trasferita a Berlino dove ha ottenuto i suoi primi ruoli sia in ambito cinematografico che televisivo.
È stata co-protagonista nel 2009 in Pandorum - L'universo parallelo, un film di Christian Alvart, mentre nel 2012 prende parte al cast della pellicola Il testamento di Nobel.
Nel 2013 prende parte al primo film del DC Extended Universe L'uomo d'acciaio, recitando la parte della villain Faora, ruolo che ha poi ripreso nel film The Flash (2023). Successivamente ha recitato al fianco di Jeff Bridges e Ben Barnes in Il settimo figlio, del 2014.

## Filmografia

### Cinema
- Verlorene Kinder, regia di Norbert Kückelmann - film TV (2000)
- Kleinruppin forever, regia di Carsten Fiebeler (2004)
- Berlin am Meer, regia di Wolfgang Eissler (2008)
- Phantomschmerz, regia di Matthias Emcke (2008)
- Pandorum - L'universo parallelo (Pandorum), regia di Christian Alvart (2009)
- 5 Days of War, regia di Renny Harlin (2010)
- Il testamento di Nobel (Nobels testamente), regia di Peter Flinth (2012)
- L'uomo d'acciaio (Man of Steel), regia di Zack Snyder (2013)
- Il settimo figlio (Seventh Son), regia di Sergei Bodrov (2014)
- Woman in Gold, regia di Simon Curtis (2015)
- La spia russa (Despite the Falling Snow), regia di Shamim Sarif (2016)
- Criminal, regia di Ariel Vromen (2016)
- Vier gegen die Bank, regia di Wolfgang Petersen (2016)
- Kundschafter des Friedens, regia di Robert Thalheim (2017)
- Bye Bye Germany (Es war einmal in Deutschland...), regia di Sam Garbarski (2017)
- Spielmacher, regia di Timon Modersohn (2018)
- Balloon - Il vento della libertà (Ballon), regia di Michael Herbig (2018)
- Das Ende der Wahrheit, regia di Philipp Leinemann (2019)
- König der Raben, regia di Piotr J. Lewandowski (2020)
- The Flash, regia di Andy Muschietti (2023)

### Televisione
- Squadra Speciale Colonia (SOKO Köln) - serie TV, episodio 4x1 (2007)
- Der Staatsanwalt - serie TV, episodio 3x3 (2009)
- Der Fall Barschel - film TV, regia di Kilian Riedhof (2015)
- Weinberg - miniserie TV, 6 episodi (2015)
- Berlin Eins - film TV, regia di Marvin Kren (2015)
- Tempel - serie TV, 6 episodi (2016)
- Close to the Enemy, miniserie TV, episodi 1x5, 1x6 e 1x7 (2016)
- Berlin Station - serie TV, episodi 1x3 e 1x4 (2016)
- Oasis - film TV, regia di Kevin Macdonald (2017)
- Dark - serie TV, 6 episodi (2017-2020)
- Die Freundin meiner Mutter - film TV, regia di Mark Monheim (2019)
- Dead End - serie TV, 6 episodi (2019)
- Polizeiruf 110 - Tod einer Journalistin - film TV, regia di Stephan Rick (2019)
- Tatort - serie TV, 1 episodio (2020)
- Gefangen - film TV, regia di Elke Hauck (2021)
- An seiner Seite - film TV, regia di Felix Karolus (2021)
- Am Anschlag - Die Macht der Kränkung - miniserie TV, 6 episodi (2021)
- Herzogpark - serie TV, episodi 1x1 e 1x3 (2022)
- Die Bilderkriegerin - film TV, regia di Sonya Winterberg e Roman Kuhn (2022)
- Helgoland 513, regia di Robert Schwentke – miniserie TV, 4 puntate (2024)

### Cortometraggi
- Die Nacht davor, regia di Nils Sandvik (2003)
- 202a, regia di Daniel Jäger (2005)
- Goldjunge, regia di Stephan Schiffers (2006)
- Outlier, regia di Martin Wallner (2014)

## Doppiatrici italiane
Nelle versioni in italiano delle opere in cui ha recitato, Antje Traue è stata doppiata da:
- Laura Amadei in L'uomo d'acciaio, The Flash
- Domitilla D'Amico in Pandorum - L'universo parallelo
- Laura Lenghi in Il settimo figlio
- Irene Di Valmo in Dark
- Angela Brusa in Helgoland 513